# 杰弗里·卡普兰
杰弗里·卡普兰（英語：Jeffrey Kaplan），是原暴雪娱乐的游戏设计师，于2002年加入暴雪，于2021年离职。

## 早期生活
卡普兰出生于美国新泽西州，在加利福尼亚州拉肯亚达─弗林楚奇长大。卡普兰在上学期间一直是一名狂热的游戏玩家，尤其受到Infocom的影响。由于缺乏编程技能，他从未想在游戏行业获得工作。他最初攻读电影学位，在南加州大学获得创意写作学位。他在环球影业担任写作实习生后，决定去纽约大学获得创意写作研究生学位。在此之后，他在父亲的招聘公司工作，并一边进行写作，试图让自己的作品发表，但过了几年来，他都没有成功发表任何一部作品，其中最夸张的一年收到172封拒绝信。到了2000年，他决定放弃写作，把时间花在游戏上。

## 职业生涯
卡普兰玩游戏《无尽的任务》，加入了“钢铁之遗”公会，因在游戏上的成就和在公会网站上发表对游戏的评论而出名。由于他经常讨论地图制作，引起了公会会长罗布·帕尔多（《魔兽争霸3》首席设计师）的注意。 2001年左右，帕尔多邀请卡普兰参观暴雪在洛杉矶的办公室，在此期间他被介绍给其他几位暴雪的公会成员，他们向他展示一款未公布的大型多人在线游戏项目（即《魔兽世界》）。在接下来的几个月里，他参与了几次类似的会议。在《魔兽世界》公布后，帕尔多建议卡普兰向暴雪申请一份魔兽世界任务设计师的工作，卡普兰意识到职位是为他量身定制的，最初参观暴雪实际是非正式的面试。2002年，卡普兰加入暴雪。
卡普兰在暴雪最初的工作是在《魔兽争霸III：混乱之治》发布前几周保证其品質，游戏发售后，他以任务设计师的身份加入了魔兽世界团队。卡普兰的工作是负责《魔兽世界》的环境元素，包括任务设计和地下城、突袭战的整体美感。最终，卡普兰成为魔兽世界的游戏总监。
2009年2月，卡普兰宣布他辞去魔兽世界总监一职，参与一个未经公布的大型多人在线游项目（即《泰坦》）。卡普兰选择加入这个新项目，希望能够制造与魔兽世界类似的成功，但开发周期漫长且艰难，《泰坦》于2014年9月正式宣布取消开发。
在泰坦正式宣布取消之前，游戏开发已于2013年初中止。除了40名泰坦开发成员外，其他人被分配到其他项目，管理层要求在几周内提出新的方案，否则开发团队会被解散。卡普兰和克里斯·梅森带领团队，在借鉴泰坦的一些游戏玩法和创意元素后，开发一款团队射击游戏，即后来的《守望先锋》。项目获得暴雪批准后，卡普兰成为游戏的首席总监，梅森担任创意总监。《守望先锋》在商业上获得巨大成功，第一年的收入就超过10 亿美元，并在全球吸引了超过3500万玩家。卡普兰受到《炉石传说》首席总监本·布罗德的启发，经常公开露面与《守望先锋》的粉丝互动，定期在《守望先锋》论坛上发帖，并制作了多个视频公开《守望先锋》的发展和后续更新。
2021年4月20日，暴雪宣布卡普兰离开公司，由亚伦凯勒接任卡普兰的位置。